# Phạm vi (sinh học)

Có ba loại phân bố quần thể cơ bản trong một khu vực. Từ trên xuống dưới: đều, ngẫu nhiên và theo cụm.

Trong sinh học, phạm vi hay phân bố của một loài là vùng địa lý mà trong đó loài sinh vật đó có thể được tìm thấy. Bên trong phạm vi đó, sự phân tán là sự thay đổi trong mật độ địa phương.
Thuật ngữ này thường được làm rõ:
Đôi lúc có một sự phân biệt giữa phạm vi sinh ra, đặc hữu, tự nhiên của một loài nơi nó bắt nguồn và sinh sống về mặt lịch sử, và phạm vi nơi một loài đã tự xây dựng gần đây hơn. Nhiều thuật ngữ đã được sử dụng để mô tả phạm vi mới này, ví dụ như phạm vi không đặc hữu, tự nhiên hóa, được giới thiệu, được đưa đi nơi khác, xâm lấn hoặc được định cư. Được giới thiệu thường có nghĩa là một loài đã được vận chuyển bởi con người (cố tình hoặc vô tình) xuyên qua một rào chắn địa lý lớn.
Với các loài được tìm thấy ở những khoảng thời gian khác nhau của năm, các thuật ngữ phạm vi mùa hè và phạm vi mùa đông thường được sử dụng.
Với các loài mà chỉ một phần phạm vi của chúng được sử dụng cho hoạt động sinh sản thì thuật ngữ phạm vi sinh sản và phạm vi không sinh sản được sử dụng.
Với động vật di trú, thuật ngữ phạm vi tự nhiên thường được sử dụng, trái ngược với các khu vực nơi chúng di trú tới.